# Leicy Santos
Leicy Santos, née le 16 mai 1996 à Santa Cruz de Lorica (Colombie), est une footballeuse internationale colombienne qui évolue au poste de milieu de terrain.
Elle participe à la Coupe du monde féminine en 2015 et dispute également les Jeux olympiques d'été de 2016.

## Biographie

### En club
En 2016, Leicy Santos rejoint le Generaciones Palmeiranas et découvre la Copa Libertadores. Elle inscrit un triplé contre les Uruguayennes du Nacional.
Leicy Santos fait ses débuts dans le nouveau championnat colombien le 19 février 2017 avec l'Independiente Santa Fe. Elle ouvre son compteur de buts une semaine plus tard en marquant un triplé contre l'Atlético Huila. Elle remporte le tout premier titre de championnes de Colombie.
En 2019, elle s'engage avec l'Atlético Madrid en Primera Iberdrola. Elle atteint les quarts de finale de la Ligue des Champions 2019-2020.

### En sélection
En 2016, elle participe aux Jeux Olympiques de Rio.

## Palmarès

### En club
- Championnat de Colombie : 2017
- Supercoupe d'Espagne : 2021[3]

### En sélection
- Jeux panaméricains de Lima 2019 : Médaille d'or[4]

### Distinctions personnelles
- Meilleure joueuse sud-américaine du championnat espagnol : 2020-2021